# Mario Salinas
Mario Salinas Avendaño (Santiago, Chile, 16 de julio de 1950) es un exfutbolista chileno. Jugaba de mediocampista y militó en diversos clubes de Chile.

## Trayectoria
Como futbolista se formó en Universidad Católica, iniciando su carrera profesional en 1969. Luego del descenso del equipo cruzado en 1973,dejó el equipo, en donde marcó 19 goles en 108 partidos de liga. En 1974 fichó por Huachipato de la Primera División, en donde en el verano de 1975 se coronó como campeón del torneo 1974.Dos temporadas después, se coronó campeón del torneo de 1976 con su nuevo equipo, Everton, marcando un gol en el partido definitorio ante Unión Española.
Desde 1980 defendió los colores de Audax Italiano, en 1983 pasó a Santiago Wanderers, donde pasó el último año de su carrera.

## Selección nacional
Fue seleccionado nacional chileno entre los años 1976 y 1977. Siendo convocado por Caupolicán Peña, su primer partido lo jugó ante Uruguay por la Copa Juan Pinto Durán. Luego, obtuvo dos internacionalidades más, en la Copa Carlos Dittborn ante Argentina y un partido amistoso ante Paraguay.

### Partidos internacionales
| Partidos internacionales | Partidos internacionales | Partidos internacionales                         | Partidos internacionales | Partidos internacionales | Partidos internacionales | Partidos internacionales | Partidos internacionales | Partidos internacionales | Partidos internacionales   |
| N.º                      | Fecha                    | Estadio                                          | Local                    | Resultado                | Visitante                | Goles                    | Asistencias              | DT                       | Competición                |
| ------------------------ | ------------------------ | ------------------------------------------------ | ------------------------ | ------------------------ | ------------------------ | ------------------------ | ------------------------ | ------------------------ | -------------------------- |
| 1                        | 6 de octubre de 1976     | Estadio Nacional, Santiago, Chile                | Chile                    | 0-0                      | Uruguay                  |                          |                          | Caupolicán Peña          | Copa Juan Pinto Durán 1977 |
| 2                        | 13 de octubre de 1976    | Estadio José Amalfitani, Buenos Aires, Argentina | Argentina                | 2-0                      | Chile                    |                          |                          | Caupolicán Peña          | Copa Carlos Dittborn 1976  |
| 3                        | 2 de febrero de 1977     | Estadio Defensores del Chaco, Asunción, Paraguay | Paraguay                 | 2-0                      | Chile                    |                          |                          | Caupolicán Peña          | Amistoso                   |
| Total                    | Total                    | Total                                            | Presencias               | 10                       | Goles                    | 0                        | 0                        |                          |                            |

| Selección chilena | Selección chilena | Selección chilena |
| Año               | Partidos          | Goles             |
| ----------------- | ----------------- | ----------------- |
| 1976              | 2                 | 0                 |
| 1977              | 1                 | 0                 |
| Total             | 3                 | 0                 |

## Clubes
| Club                 | País  | Año       |
| -------------------- | ----- | --------- |
| Universidad Católica | Chile | 1969-1973 |
| Huachipato           | Chile | 1974-1975 |
| Everton              | Chile | 1976-1979 |
| Audax Italiano       | Chile | 1980-1982 |
| Santiago Wanderers   | Chile | 1983      |

## Palmarés

### Campeonatos nacionales
| Título           | Equipo     | País  | Año  |
| ---------------- | ---------- | ----- | ---- |
| Primera División | Huachipato | Chile | 1974 |
| Primera División | Everton    | Chile | 1976 |